# Збори
Збори (пол. Zbory) — село в Польщі, у гміні Попув Клобуцького повіту Сілезького воєводства.
Населення — 216 осіб (2011).
У 1975-1998 роках село належало до Ченстоховського воєводства.

## Демографія
Демографічна структура станом на 31 березня 2011 року:
|          | Загалом | Допрацездатний вік | Працездатний вік | Постпрацездатний вік |
| -------- | ------- | ------------------ | ---------------- | -------------------- |
| Чоловіки | 109     | 27                 | 71               | 11                   |
| Жінки    | 107     | 20                 | 61               | 26                   |
| Разом    | 216     | 47                 | 132              | 37                   |